# Thymosine

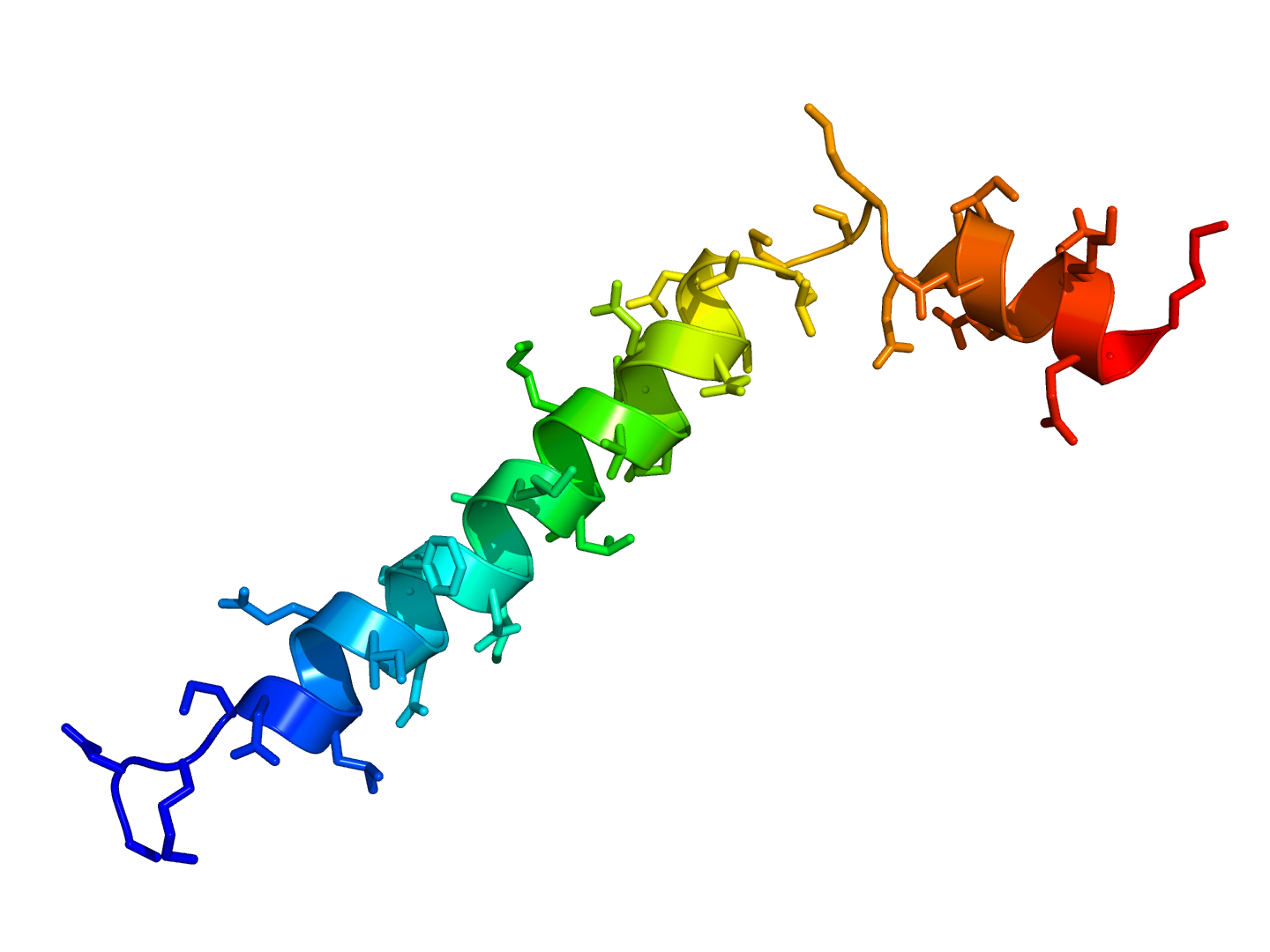
petites protéines synthétisées dans de nombreux tissus animaux.

Les thymosines sont de petites protéines synthétisées dans de nombreux tissus animaux.
Elles sont ainsi nommées parce que d'abord trouvées dans le thymus (où elle joue un rôle hormonal), mais elles existent dans de nombreux autres tissus animaux et humains.

## Usages
Cette protéine est parfois utilisée comme immunostimulant, dont chez l'animal, y compris en pisciculture (carpe).
Chez l'Homme, la B-thymosine se fixe à l’actine-ADP libérée lors de la dépolymérisation des micro-filaments d'actine, l'empêchant d'être réutilisée pour une nouvelle polymérisation.